# Islam en Grèce
 (janvier 2012).
Si vous disposez d'ouvrages ou d'articles de référence ou si vous connaissez des sites web de qualité traitant du thème abordé ici, merci de compléter l'article en donnant les références utiles à sa vérifiabilité et en les liant à la section « Notes et références ».

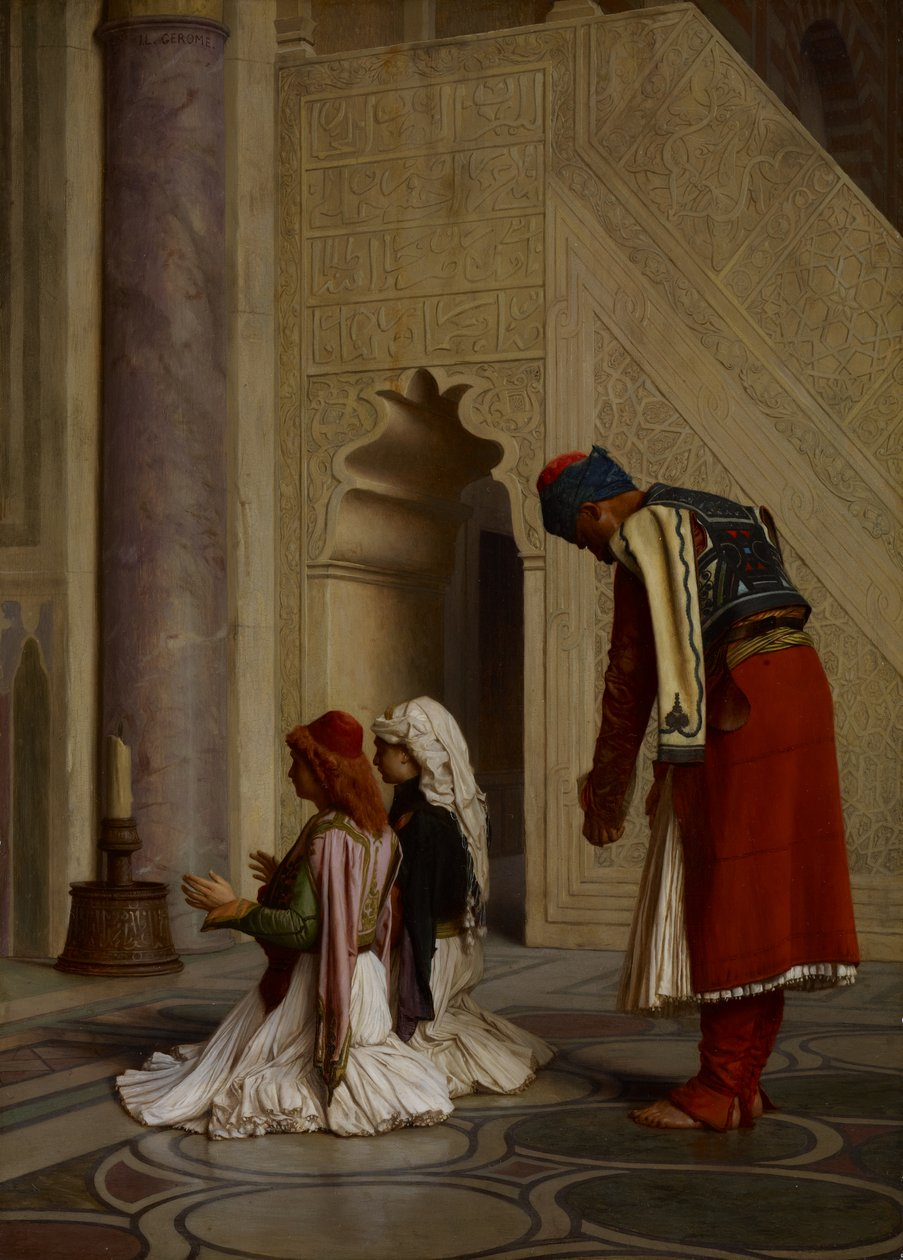
Jeunes Grecs à la mosquée, de Jean-Léon Gérôme, 1865. Le tableau montre de jeunes Grecs enlevés à leurs parents (paidomazoma) et convertis à l'islam.

L’islam est représenté en Grèce par un certain nombre de communautés autochtones et immigrées. 
Pew Research Center estime le nombre de musulmans en Grèce en 2010 à 527 000 soit 4,7 % de la population. 

## Musulmans autochtones en Grèce
La population musulmane indigène en Grèce n'est pas homogène, elle se compose de trois communautés bien distinctes, les Turcs, les Pomaks et les Grecs. Ces musulmans grecs se sont convertis à l'islam principalement aux XVIIe et XVIIIe siècles. Après la signature du traité de Lausanne en 1923, entre la Grèce et la nouvelle république turque de Mustafa Kemal Atatürk, la population musulmane du pays a baissé de manière significative au cours d'un échange de population. Près de 500 000 musulmans de Grèce ont été échangés contre 1,5 million de chrétiens de Turquie.
Depuis, il est interdit d'utiliser le terme « turc » pour parler des musulmans. Il est donc remplacé par le terme de « minorité musulmane » (Μουσουλμανική μειονότητα) qui se réfère à une minorité religieuse de la Thrace occidentale, une région de la Grèce du nord-est. Les musulmans de Thrace et les chrétiens d'Istanbul et des îles d'Imbros et de Ténédos sont les seules populations à ne pas avoir été échangées durant l'application du Traité de Lausanne.
La plupart des musulmans grecs autochtones se considèrent comme turcs. Ils composent presque 51 % de la population du nome de Rhodope et 41 % de la population du nome de Xánthi. Des musulmans vivent également dans les îles du Dodécanèse qui étaient occupées par l'Italie de 1912 à 1947. La population musulmane de l'île n'a donc pas été soumise à l'échange de population de 1923. Pour la plupart turcs, ils sont environ 5 000 et vivent à Cos (2 000 membres) ainsi qu'à Rhodes (3 000 membres) - (voir l'article Turcs du Dodécanèse).
Les Pomaks vivent quant à eux principalement dans les montagnes du Rhodope, à l'ouest de la Thrace. Les Roms vivant en Thrace sont pour la plupart musulmans.
La communauté pomak, 30 000 habitants, est principalement de confession bektachi.

## Mosquées
La construction de mosquées date, en majorité de la conquête par les Ottomans comme la mosquée Mechmet Bei en 1492 à Serrès ou la transformation de lieux de cultes anciens en mosquées comme l'église des Saints-Apôtres de Thessalonique ou le Parthénon à Athènes.

## Immigrés musulmans en Grèce
Les premiers musulmans à avoir immigré en Grèce sont les Palestiniens au cours des années 1970. Ils vivent dans de grandes villes comme Athènes et Thessalonique. Depuis le début des années 1990, il y a une augmentation d'immigrés musulmans en Grèce, plus de 50 % de ces immigrés proviennent de l'Albanie. Les autres sont originaires de divers pays du Moyen-Orient ainsi que du Pakistan de l'Inde et du Bangladesh.

## Législation
En Grèce, l'instauration en 1914 de la charia en Thrace (loi du 5 janvier 1914 portant sur « la législation applicable dans les territoires cédés et leur organisation judiciaire »), initialement pour ses principes religieux et à  l'attention des seuls musulmans de la région, s'est muée en une application du droit islamique pour tous les Grecs musulmans, y compris dans leurs rapports avec des étrangers et des non-musulmans : initialement limitées aux mariages et divorces, les compétences juridictionnelles du mufti ont été élargies par la loi 1920/1991 (art. 5, § 2) aux objets suivants : « les pensions alimentaires, les tutelles, les curatelles, les émancipations des mineurs, les testaments islamiques, les successions ab intestat » ; elles ont également débordé le cadre géographique de la Thrace occidentale,,. 
Le Conseil de l'Europe reproche régulièrement au gouvernement un traitement de la communauté musulmane peu compatible avec les normes des droits de l’homme européennes et internationales, et l'invite à contrôler les décisions élaborées par les muftis,. 
Le 19 décembre 2018, la Cour européenne des droits de l'homme (CEDH), dans un arrêt Molla Sali contre Grèce, a jugé que l’application obligatoire de la charia en matière de succession pour la minorité musulmane de Thrace occidentale est discriminatoire et porte atteinte au « droit de libre identification » des membres de la minorité. 
Ce « droit de libre identification » inclut celui « de choisir de ne pas être traité comme une personne appartenant à une minorité », tant par les membres de la minorité en question que par l'État. Cette haute juridiction avait été saisie par une veuve musulmane qui n’avait hérité que d’un quart des biens de son défunt mari,.